# Старосолдатское (Николаевская область)
Старосолдатское (укр. Старосолдатське) — село в Баштанском районе Николаевской области Украины.
Основано в 1889 году. Население по переписи 2001 года составляло 117 человек. Почтовый индекс — 56153. Телефонный код — 5158. Занимает площадь 0,68 км².

## Местный совет
56153, Николаевская обл., Баштанский р-н, с. Новоивановка, ул. Одесская, 8